# Men (arménien)
Cette page contient des caractères spéciaux ou non latins. S’ils s’affichent mal (▯, ?, etc.), consultez la page d’aide Unicode.
Men, մեն en arménien ([mɛn]), est la 20e lettre de l'alphabet arménien.

## Linguistique
Men est utilisé pour représenter le son [m].
Dans la norme ISO 9985, la lettre est translittérée par « m ».

## Représentation informatique
- Unicode[1] :
  - Capitale Մ : U+0544
  - Minuscule մ : U+0574